# Distrikt Mollebamba
Der Distrikt Mollebamba liegt in der Provinz Santiago de Chuco in der Region La Libertad im Westen von Peru. Der Distrikt wurde am 3. August 1920 gegründet. Er besitzt eine Fläche von 69,3 km². Beim Zensus 2017 wurden 1834 Einwohner gezählt. Im Jahr 1993 lag die Einwohnerzahl bei 1419, im Jahr 2007 bei 1955. Die Distriktverwaltung befindet sich in der 3054 m hoch gelegenen Ortschaft Mollebamba mit 496 Einwohnern (Stand 2017). Mollebamba liegt 22 km ostsüdöstlich der Provinzhauptstadt Santiago de Chuco. Im äußersten Nordosten des Distrikts befinden sich die Minas La Victoria.

## Geographische Lage
Der Distrikt Mollebamba liegt an der Westflanke der peruanischen Westkordillere im Osten der Provinz Santiago de Chuco. Der Río Angasmarca entwässert das Areal nach Süden zum Río Tablachaca.
Der Distrikt Mollebamba grenzt im Südwesten und im Westen an den Distrikt Angasmarca, im Norden an die Distrikte Cachicadán und Sitabamba sowie im Osten an den Distrikt Mollepata.